# Авен, Пётр Яковлевич
Пётр Яковлевич Авен (Петерис Авенс, латыш. Pēteris Avens; (1882—1951) — начальник дивизии латышских стрелков, подполковник РИА.

## Биография
Во время Первой мировой войны служил в 8-м Валмиерском полку латышских стрелков, после Февральской революции стал командиром этого полка. За геройство проявленное в ходе Рождественских боёв был награждён Георгиевским оружием. 
Командовал 2 Латышской бригадой (апрель—июнь 1918 года), Латышской стрелковой дивизией (июль 1918 — январь 1919 года). Авен был помощником командующего армией Советской Латвии (с 6 января по 31 мая 1919 года), помощником командующего 14 армией, помощником инспектора пехоты Полевого штаба (2-я половина 1919 года — начало 1920 года).
После Гражданской войны жил в Латвии, был заместителем командира 1-го Талсинского полка айзсаргов.
Скончался в январе 1951 года в Англии.